# PAXBP1
El homólogo del factor de unión al ADN de secuencia rica en GC es una proteína que en humanos está codificada por el gen PAXBP1 .
La similitud con un represor transcripcional sugiere que el producto proteico de este gen está involucrado en la regulación de la transcripción. El empalme alternativo de este gen da como resultado tres variantes de transcripción que codifican diferentes isoformas. Se han descrito variantes de transcripción adicionales, pero no se han determinado sus secuencias completas.